# Alex White (aviron)
Pour les articles homonymes, voir Alex White et White.
Alex White, née le 7 octobre 1983, est une rameuse sud-africaine. 

## Carrière
Aux Jeux africains de 2007, Alex White est médaillée d'or en deux de couple poids légers.
Elle dispute les Jeux olympiques d'été de 2008 sans obtenir de médaille.